# Толстиков, Генрих Александрович
Генрих Александрович Толстиков (21 января 1933, п. Кангурт, Таджикская ССР — 25 апреля 2013, Новосибирск) — российский химик-органик, академик Российской академии наук (1991; академик АН СССР с 1987), доктор химических наук (1969), профессор (1970). Лауреат Государственной премии СССР и Государственной премии РФ в области науки и техники.

## Биография
Окончил Казахский государственный университет им. С. М. Кирова в 1957 году.
В 1977—1993 годах — директор Института химии Башкирского филиала АН СССР. В 1984—1993 годах — председатель президиума Башкирского научного центра Уральского отделения АН СССР. В эти годы (1985—1990) избран депутатом Верховного Совета БАССР одиннадцатого созыва.
С 1993 года — в Новосибирском институте органической химии им. Н. Н. Ворожцова СО РАН.
Труды в области металлокомплексного катализа и органического синтеза. Член Президиума Сибирского отделения РАН. Советник РАН при НИОХ им. Н. Н. Ворожцова СО РАН. Председатель научного совета по программе «Сибирь». Председатель научного совета по проблемам озера Байкал (Новосибирск).
Член редакционной коллегии журнала «Успехи химии».
Сын Александр (род. 1957) — химик, член-корреспондент РАН, дочь Татьяна (род. 1960) — биохимик, профессор НГУ.

## Награды
- Орден «Знак Почёта» (1975)

Мемориальная доска на здании Института органической химии СО РАН

- Заслуженный деятель науки и техники БАССР (1975)
- Орден Дружбы народов (1983)
- Государственная премия СССР (1990)
- Демидовская премия — химия (1995)
- Орден Почёта (1999) — за большой вклад в развитие отечественной науки, подготовку высококвалифицированных кадров и в связи с 275-летием Российской академии наук[5]
- Премия имени А. Н. Несмеянова (за 1999 год, совместно с Г. Ю. Ишмуратовым, А. В. Кучиным) — за работу «Алюминийорганический синтез»
- Государственная премия Российской Федерации в области науки и техники (2003) — за работу «Металлокомплексный катализ в органическом и металлорганическом синтезе»
- Орден «За заслуги перед Отечеством» IV степени (2009)[6]

## Публикации
- В. М. Дембицкий, Г. А. Толстиков. Природные галогенированные органические соединения. — Новосибирск: Гео-Пресс, 2003.
- В. М. Дембицкий, Г. А. Толстиков. Органические метаболиты лишайников. — Новосибирск: Гео-Пресс, 2005.
- Г. А. Толстиков, Л. А. Балтина, В. П. Гранкина, Р. М. Кондратенко, Т. Г. Толстикова. Солодка: биоразнообразие, химия, применение в медицине. — Новосибирск: Академическое издательство «Гео», 2007. — 311 с. — ISBN 5-9747-0060-0.
- Г. А. Толстиков, Г. Ф. Шафиков. Структурная перестройка промышленности автономной республики : (Препр. докл. на регион. науч.-практ. конф. «Основные направления социал. и экон. развития Башкирии в 13-й пятилетке и до 2005 г.»). 12 с., включ. обл. 20 см, Уфа, БНЦ УрО АН СССР, 1989

## О нем
- Наполнение души. Академик Г. А. Толстиков / Акад. наук Респ. Башкортостан, Отд-ние хим.-технол. наук, Архив Рос. акад. наук. — Уфа : Гилем 2016. — 460, [1] с. — ISBN 978-5-88185-285-6.

## Память

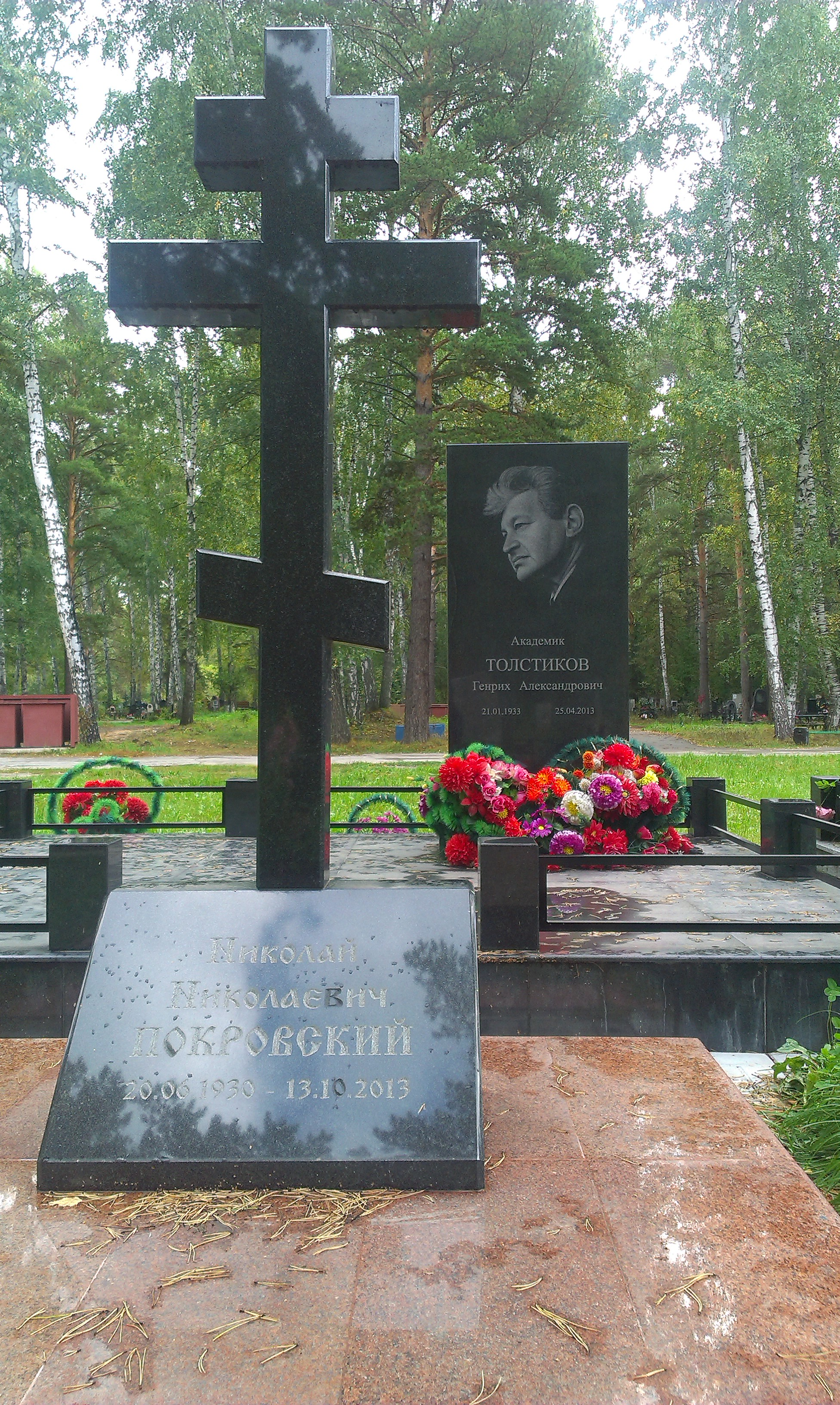
Могилы академиков Н. Покровского и Г. Толстикова на Южном кладбище

Похоронен на Южном кладбище в Новосибирске.